# Абдуразаков, Бахадыр Аббасович
Бахады́р Абба́сович Абдураза́ков (1927—2006) — советский дипломат. Чрезвычайный и полномочный посол (1985). Кандидат исторических наук.

## Биография
Родился в г.Ташкент 12 июля 1927 года. Окончил исторический факультет МГИМО, где обучался с 1945 по 1950 годы. По специальности - историк-международник; референт-переводчик по США. Защитил кандидатскую диссертацию в аспирантуре МГИМО (10.1951-06.1954) под руководством Л.Н. Иванова "Происки английского и  американского империализма в Иране (1941-1947 годы)"; автор одноименной монографии, опубликованной в 1959 году ГОСИЗДАТ УзССР; статей по вопросам внешней политики и международных отношений.
- В 1963-1966 годах - Заведующий отделом науки, культуры и учебных заведений ЦК КП Узбекистана
- В 1966 -1970 годах - Советский представитель в Постоянном секретариате Организации солидарности стран Азии и Африки (ОСНАА) (г. Каир)
- В 1974—1977 годах — советник посольства СССР в Бангладеш.
- В 1977—1980 годах — советник посольства СССР в Афганистане.
- В 1980—1985 годах — первый освобожденный министр иностранных дел Узбекской ССР.
- В 1985 - 1986 годах  — заведующий отделом информации и зарубежных связей ЦК КП Узбекистана.
- С 24 декабря 1985 по 8 февраля 1989 года — чрезвычайный и полномочный посол СССР в Сомали.

Член Ревизионной комиссии ЦК КП УзССР (1966-1971; 1981-1986). Депутат Верховного Совета УзССР (1971-1975; 1985-1990). 
Последние годы преподавал в Институте Востоковедения.  

## Награды
- Орден Трудового Красного Знамени (1971)[1]
- Орден Трудового Красного Знамени (1973)
- Орден Трудового Красного Знамени (1980)